# Astyanax serratus
Astyanax serratus es una especie de pez de agua dulce que integra el género Astyanax, de la familia Characidae, cuyos integrantes son denominadas comúnmente mojarras o lambaríes. Habita en ambientes acuáticos templado-cálidos del centro-este de Sudamérica. 

## Taxonomía
Esta especie fue descrita originalmente en el año 2010 por los ictiólogos brasileños Júlio César Garavello y Francisco Azevedo de Arruda Sampaio.
Localidad y ejemplar tipo
La localidad tipo asignada es: río da Várzea, Agudos do Sul, Paraná, Brasil. El ejemplar holotipo es el catalogado como MHNCI 12346, unmacho que midió 86,0 mm. Fue capturado el 18 de noviembre de 1983 por los colectores J. C. Ribeiro, A. M. Prado y A. Dambros.
Etimología
Etimológicamente, el nombre genérico Astyanax proviene de Astianacte, un personaje de la mitología griega que estuvo involucrado en la guerra de Troya; era hijo de Héctor y de Andrómaca, y nieto de Príamo, rey de Troya. El nombre específico serratus proviene de la palabra en latín serra, serratilis que significa 'sierra', en alusión a los numerosos ganchos de la aleta pélvica de los machos de esta especie, que se asemeja al perfil de una sierra.

## Características
Astyanax serratus posee una longitud que oscila entre 6,5 y 124,1 mm. La línea lateral presenta de 36 a 40 escamas perforadas. Se distingue de sus congéneres de la cuenca por la combinación de los siguientes caracteres: infraorbitario 3 estrecho y profundo, pero no llega a contactar con el preopérculo, dejando un área desnuda de aproximadamente 1/5 de la altura entre el borde y el preopérculo; serie externa del premaxilar con 2 a 5, generalmente 4 dientes tricúspides; dientes no sínfisis en la serie interna del premaxilar pentacúspides; maxilar con 0 a 4, por lo general 2 dientes; mancha humeral redondeada y oscura, a menudo con una débil prolongación vertical descendente y estrecha.

## Distribución geográfica y hábitat
Habita en cursos fluviales de aguas templado-cálidas en el centro-este de Sudamérica, correspondientes a la cuenca del Plata, en la subcuenca del río Alto Paraná, y de esta en la cuenca del río Iguazú (donde se encuentra ampliamente distribuida), en los estados de Paraná (sudoeste) y Santa Catarina (noroeste), sudeste de Brasil. 
El Paraná es uno de los ríos formadores del Río de la Plata, el cual vuelca sus aguas en el océano Atlántico.
Ecorregionalmente esta especie es un endemismo de la ecorregión de agua dulce  Iguazú.
Este río desciende desde la Serra do Mar hasta el Paraná formando rápidos, cascadas y cataratas, la mayor de todas son el conjunto denominado cataratas del Iguazú, de cerca de 80 metros de desnivel, en proximidades de su desembocadura. Estos accidentes fluviales han sido barreras infranqueables para las comunidades ícticas que viven en cada tramo, siendo especialmente determinante el gran salto ya citado, pues representó la imposibilidad de que la ictiofauna del río Paraná pudiese conquistar el resto del curso del Iguazú, lo que ha permitido que durante 22 millones de años se desarrollen y completen procesos de especiación, lo que se tradujo en una biocenosis notablemente rica en endemismos, los que alcanzan a componer, en el tramo medio del río, el 80 % del votal de  las especies presentes.
En el Iguazú, aguas arriba de las cataratas homónimas, habitan otras especies del género Astyanax: A. bifasciatus, A. dissimilis, A. longirhinus, A. minor, A. ita, A. totae, A. varzeae, A. jordanensis y A. gymnogenys. Ninguna de ellas habita en el curso del río Paraná.